# Ashe Mukasa
Benjamin Ashe Mukasa (ur. 1 kwietnia 1952 w Kampali – ugandyjski piłkarz grający na pozycji środkowego obrońcy. W swojej karierze grał w reprezentacji Ugandy.

## Kariera klubowa
Swoją karierę piłkarską Mukasa rozpoczął w klubie Coffee United SC, w którym grał w latach 1968-1969. W latach 1969–1970 był zawodnikiem NIC FC, a w latach 1971-1977 występował w Express FC. W sezonach 1974 i 1975 wywalczył z nim dwa mistrzostwa Ugandy. W 1978 roku grał w Kampala City Council, a w 1979 ponownie w Express FC.

## Kariera reprezentacyjna
W 1968 roku Mukasa został powołany do reprezentacji Ugandy na Puchar Narodów Afryki 1968. Wystąpił w nim w jednym meczu grupowym, z Wybrzeżem Kości Słoniowej (1:2).
W 1974 roku Mukasę powołano do kadry na Puchar Narodów Afryki 1974. W tym turnieju zagrał w trzech meczach grupowych: z Egiptem (1:2), z Wybrzeżem Kości Słoniowej (2:2) i z Zambią (0:1).
W 1976 roku Mukasa był w kadrze Ugandy na Puchar Narodów Afryki 1976. Zagrał w nim w trzech meczach grupowych: z Etiopią (0:2), z Egiptem (1:2) i z Gwineą (1:2).
W 1978 roku Mukasa został powołany do kadry na Puchar Narodów Afryki 1978. W tym turnieju zagrał w jednym meczu grupowym, z Marokiem (3:0). Z Ugandą wywalczył wicemistrzostwo Afryki.